# Бярне Строуструп
Бярне Строуструп (на датски: Bjarne Stroustrup ) е датски програмист, най-известен като създателя на езика за програмиране C++.
Строуструп има магистърска степен по математика и компютърни науки (1975) от Университета на Орхус и докторска степен в областта на компютърните науки (1979) от Университета в Кеймбридж, Англия, където е бил студент в колежа „Чърчил“.
Ръководител на отдела за научни изследвания от създаването му до края на 2002 г. Избран е за член на Националната академия на инженерите през 2004 г. Сътрудник на ACM (1994) и IEEE. Понастоящем работи в Texas A & M University, САЩ като заслужил професор, в Колежа по инженерство.